# Bochnia (stacja kolejowa)
Bochnia – stacja kolejowa w Bochni, w województwie małopolskim, w Polsce. Według klasyfikacji PKP ma kategorię dworca regionalnego.
15 października 1855 na stację wjechał pierwszy pociąg, który wykonywał jazdę próbną.

## Ruch pasażerski
| Rok  | Wymiana roczna | Wymiana pasażerska na dobę | miejsce w Polsce |
| ---- | -------------- | -------------------------- | ---------------- |
| 2017 | 1 060 000      | 2 900                      | 83               |
| 2018 |                | 2 900                      |                  |
| 2019 |                | 2 500                      |                  |
| 2020 | 512 000        | 1 400                      |                  |
| 2021 | 657 000        | 1 800                      |                  |
| 2022 |                | 2 300                      |                  |